# Nomatsiguenga
Los nomatsigenga son un pueblo indígena en Perú que habita en la Selva Central de la provincia de Satipo en el departamento de Junín, mayormente están ubicados en el distrito de Pangoa, entre los ríos : Sonomoro, Sanibeni, Anapati y Kiatari.
Se autodenominan Nomatsigenga  (no confundir con la etnia matsiguenga que habitan en las regiones de Cusco y Madre de Dios). En el idioma nomatsigenga, el término "matsigenga" significa persona.

## Historia
La etnia Nomatsiguenga tienen una historia muy ligada a los de Asháninka. No fue sino hasta el año de 1635 en que se inició la actividad misional en la zona por parte de los franciscano, quienes fundaron la misión de Quimiri a orillas del río Chanchamayo. Esta misión no duró mucho, pues los misioneros fueron asesinados.
Las misiones o expediciones que se adentraban hacia el río Ucayali corrían una mala suerte, ya que tanto las expediciones del año 1637 como la del 1641 terminaron con la muerte de los expedicionarios por mano de los nativos shipibos de la zona.
Los misioneros franciscanos reconstruyeron la misión de Quimiri en el año 1673, y siguieron avanzando hasta fundar la misión de Santa Cruz de Sonomoro desde donde se inició la evangelización de los pueblos Nomatsiguenga de Pangoa,Sonomoro, Miniaro y Anapati.
Durante el levantamiento de Juan Santos Atahualpa (año 1742), los europeos fueron expulsados de la región. 
Luego de la independencia del Perú, en el año 1868 se funda la ciudad de La Merced. Es durante esta época que se rompe la resistencia Asháninka y se inicia la colonización de Chanchamayo y de toda la selva central. Esta colonización trajo nuevos problemas a la vida social Nomatsiguenga, por lo que se producen levantamientos indígenas en contra de los abusos cometidos por los colonos y caucheros. No fue hasta mediados de los 1950s que finalizaron las revueltas.
La segunda mitad del siglo XX se caracterizó por la violencia que infligieron grupos terroristas en contra de comunidades nativas en la zona. En los 60s fueron los enfrentamientos entre el ejército peruano y el MIR, y en los 80s y 90s sufrieron la actividad terrorista del MRTA y Sendero Luminoso.

## Organización
Los nomatsiguengas practican la endogamia pero no de modo total. Se da preferencia a los  matrimonios entre primos cruzados o entre las generaciones de abuelos y nietos.
Los lazos de parentesco no son únicamente consanguíneos, estableciéndose relaciones de compadrazgo o de compañeros de trueque, que son importantes en la sociedad nomatsiguenga.

## Diccionario Nomatsigenga/Castellano;Castellano/Nomatsigengɑ
- Datos: Q1995859